# مفتاح الطب و منهاج الطلاب
مفتاح الطلب و منهاج الطلاب (کلید دانش پزشکی و برنامهٔ دانشجویان آن) کتابی از ابوالفرج علی بن الحسین بن هندو است.

## تصحیح
تصحیح این کتاب در سال ۱۳۶۸ منتشر و در مراسم کتاب سال جمهوری اسلامی ایران به‌عنوان کتاب برگزیده معرفی شد.